# Yeyi (peuple)
Les Yeyi (ou WaYeyi ou Bayei ou Mayeyi) sont un peuple de langue bantoue du nord-ouest du Botswana et du nord-est de la Namibie. 

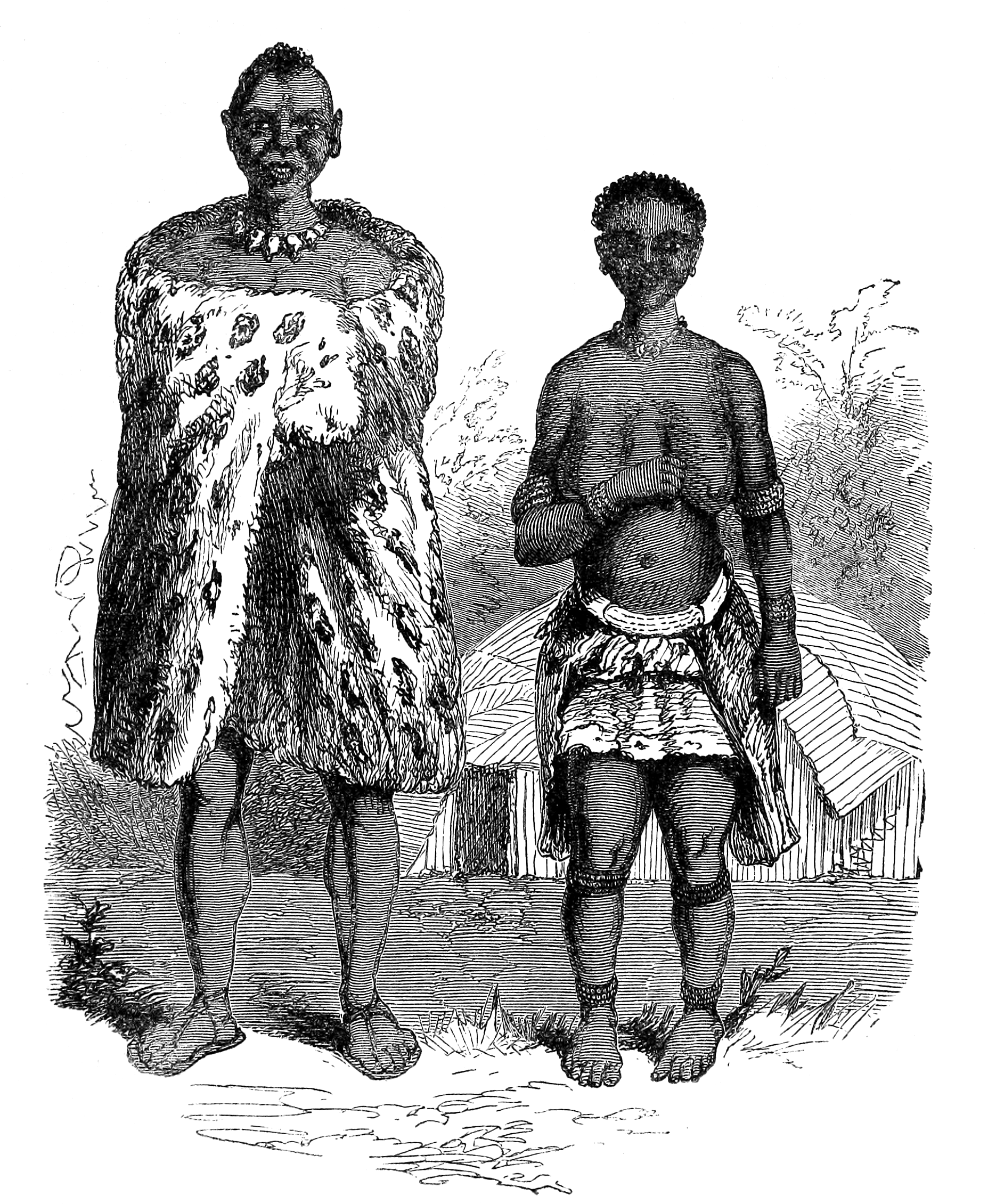
Yeyi en 1861

## Histoire
Les Yeyi ont immigré dans cette région au XVIIIe siècle depuis le nord, et ont vécu en étroite coopération avec les San, ou Basarwa, qui vivaient dans la région auparavant. Ils parlent le ShiYeyi, une langue qui a été influencée par les San et présente des clics caractéristiques.
Selon la tradition orale, les Yeyi émigrèrent depuis le royaume des Lozis au XVIIIe siècle et furent conduits au Ngamiland par le pêcheur-chasseur Hankuzi. Lorsque les Yeyi rencontrèrent les baKhakwe, Hankuzi épousa l'une de leurs femmes, peut-être pour garantir la paix. Plusieurs vagues d’immigration suivirent. Les Yeyi apprirent de nombreuses techniques de survie des baKhakwe, y compris des nouvelles techniques de pêche, tandis que les Yeyi sont crédités d’avoir apporté la technologie de construction de canots au Ngamiland. Les Yeyi ont toujours gardé des liens avec les Lozis du nord, et troquaient du tabac contre du fer avec eux. Le fer étant important pour produire des armes et des outils.
Au début du XIXe siècle, la tribu des baTswana, connue sous le nom de baTawana, est arrivée dans les Ngamiland. Après son arrivée, beaucoup de Yeyi devinrent des serfs, ou batlhanka. Initialement, cette servitude était dans de nombreux cas volontaire, car s’attacher à une nation puissante leur offrait une protection.

## Culture
Le Yeyi ont une succession matrilinéaire, c'est-à-dire que l’héritier du royaume est le fils d’une sœur du roi. Les Yeyi croient en un dieu créateur qui vit parmi les humains. Un jour, ce dieu s’est fâché avec les humains pour leur méchanceté et est allé au ciel. Il n’intervient pas beaucoup sur le Monde, sauf pour jeter la foudre occasionnellement. Les Yeyi vénèrent aussi l'esprit des ancêtres.

## Agriculture
Les cultures importantes pour les Yeyi comprennent le sorgho et le tabac, ainsi que le maïs et les patates douces, en particulier pour les habitants du delta de l’Okavango.